# Lijmplank

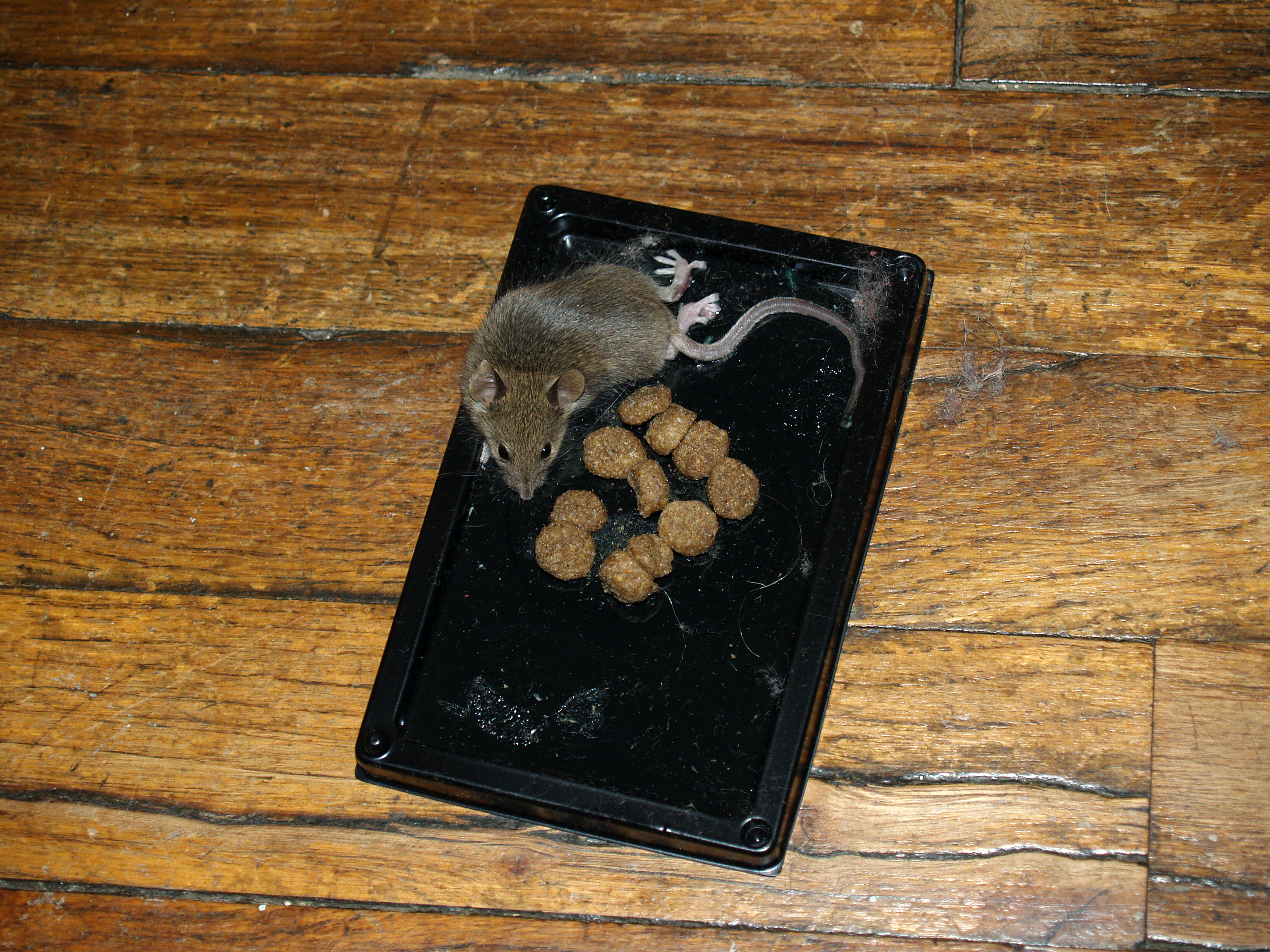
Lijmplank met muis

Een lijmplank is een plank waarop lijm en een lokmiddel zijn aangebracht. Een lijmplank kan worden gebruikt voor het vangen van muizen, ratten of ander ongewenst gedierte.
Wanneer muizen, aangetrokken door het lokmiddel, in de lijm stappen kunnen ze niet meer vluchten en kunnen ze gemakkelijk worden gedood. De verkoop van lijmplanken voor dit doel is legaal, echter, deze manier van muizen vangen is, in Europa, alleen in Nederland verboden omdat dit als dierenmishandeling wordt beschouwd
. Het is voor bedrijven echter wel mogelijk ontheffing aan te vragen. Men dient eerst alle mogelijkheden betreffende wering en bestrijding te benutten. Indien dit niet afdoende blijkt om volksgezondheid of voedselveiligheid te waarborgen, kan ontheffing worden verleend.
Lijmplanken worden ook verhandeld voor het vangen van (schadelijke) insecten in bijvoorbeeld ruimten waar voedsel bereid wordt. Als lokmiddel wordt dan gebruikgemaakt van lichtbronnen die aantrekkelijk zijn voor insecten.